# Aeropuerto de Sechelt-Gibsons
El Aeropuerto de Sechelt (del inglés: Sechelt Airport) (IATA: YHS, FAA LID: CAP3) está ubicado a 1,3 MN (2,4 km; 1,5 mi)  al sureste de Sechelt, Columbia Británica, Canadá.

## Aerolíneas y destinos
- Tofino Air
  - Vancouver / Aeropuerto Internacional de Vancouver